# Mikhaïl Frunze
Mikhaïl Vasílievitx Frunze (Bixkek, 2 de febrer de 1885 – 31 d'octubre de 1925) va ser un líder bolxevic durant la Revolució Russa de 1917.

## Inicis
Frunze va néixer a Bixkek, llavors una petita ciutat de guarnició de la Rússia Imperial de la zona kirguís del Turquestan, a una família d'origen romanès i russa. Començà els seus estudis a Verni, i, el 1904, assistí a la Universitat Politècnica de Sant Petersburg.
En el 2n Congrés del Partit Obrer Socialdemòcrata Rus, celebrat a Londres el 1903, durant la separació ideològica entre Vladímir Lenin i Julius Martov, els dos principals líders del partit, sobre les tàctiques del Partit (Martov proposava un gran partit d'activistes, mentre que Lenin advocava per un petit grup de revolucionaris professionals amb un gran grup de simpatitzants), Frunze va situar-se al costat de Lenin, en el grup anomenat Bolxevic, oposats a la minoria Menxevik de Martov.
Dos anys després, Frunze era un líder important a la Revolució de 1905, com a cap dels treballadors del tèxtil en vaga a Xuia i a Ivànovo. Després del desastrós final del moviment, Frunze va ser detingut el 1907 i sentenciat a mort, passant diversos mesos al corredor de la mort esperant l'execució, però finalment se li commutà la sentència per la de cadena perpètua de treballs forçats. Després de 10 anys reclús en presos de Sibèria, Frunze escapà a Txità, on va ser l'editor del setmanari bolxevic Vostotxnoe Obozrenie.
Durant la Revolució de Febrer de 1917 Frunze encapçalà la milícia civil de Minsk, abans de ser elegit del soviet belarús. Posteriorment va anar a Moscou, encapçalant una força armada de treballadors per ajudar en la lluita per controlar la ciutat.
Després de l'esclat de la Revolució d'Octubre, el 1918, Frunze va ser comissari militar a l'óblast d'Ivànovo-Voznesensk. Durant els primers dies de la Guerra Civil Russa va ser nomenat comandant del Grup d'Exèrcits Sud. Després que Frunze derrotés l'almirall Aleksandr Koltxak i a l'Exèrcit Blanc a Omsk, Lev Trotsky, comandant de l'Exèrcit Roig, li donà el comandament absolut del Front Oriental. Frunze va anar a esclafar els insurgents basmatxis i a les tropes Blanques al seu Turquestan nadiu. Al febrer va conquerir la ciutat de Khivà, i Bukharà al setembre.
El novembre de 1920, Frunze reconquerí Crimea i aconseguí expulsar el general Blanc Piotr Wrangel i les seves tropes fins fora de Rússia. També comandà la destrucció del moviment anarquista de Nestor Makhno a Ucraïna i el moviment nacionalista de Símon Petliura.
El 1921 va ser elegit membre del Comitè Central del PCUS i, el 2 de juny de 1924, esdevingué membre candidat al Politburó. El gener de 1925 va ser nomenat President del Consell Militar Revolucionari. El suport de Frunze a Grigori Zinóviev el va fer entrar en conflicte amb Ióssif Stalin, un dels opositors a Zinóviev, tot i que anteriorment havien tingut bones relacions a causa del respecte que mostrava Stalin cap al seu company de la vella guàrdia revolucionària i antic presoner.

## Mort
Frunze era vist entre els líders comunistes com a molt creatiu i amb un punt de vista gens ortodox en matèries d'implementació i política. Es guanyà el respecte i l'admiració dels seus camarades gràcies a la seva persecució sense por i amb èxit de complicats objectius militars, així com de la seva resistència durant el període en què el Partit Comunista havia estat prohibit. Va ser considerat com un potencial successor de Lenin, a causa de la seva força en afers teòrics i pràctics sobre l'avenç de l'agenda del Partit Comunista, així com per la seva aparent manca d'ambició separada del partit.
Frunze patí d'una úlcera crònica, i se li suggerí en diverses ocasions que s'operés, però ell preferia tractaments més conservadors. Després d'un episodi especialment sever el 1925, Frunze va ser hospitalitzat. Stalin i Anastàs Mikoian van anar junts a visitar-lo, convencent-lo de la necessitat que s'operés.
Frunze va morir a causa d'un enverinament de cloroform durant la seva operació el 31 d'octubre de 1925; l'operació era considerada com a simple i rutinària fins i tot pels estàndards mèdic de l'època. Es va especular que o bé Stalin o algun altre dels seus rivals potencials preparés la seva mort, però no hi ha proves que donin suport a aquesta teoria. Tot i això, se li administrà una dosi de cloroform que excedia diverses vegades la que s'aplicava normalment per induir la narcosi.
Frunze va ser enterrat a la necròpoli de la Muralla del Kremlin. Havia rebut dos ordes de la Bandera Roja

## Llegat
El 1926, la ciutat de Bixkek, al Kirguizstan, va ser rebatejada Frunze en honor seu, encara que el 1991 tornà a rebre el seu nom històric; però Frunze segueix sent honorat a la ciutat, i un carrer i un museu al centre de la ciutat porten el seu nom.
L'Acadèmia Militar Frunze, una de les més respectades de la Unió Soviètica, també va ser anomenada així en honor seu.
La 2a Divisió de Fusellers també va ser coneguda com a 2a Divisió de Fusellers Belarussos Bandera Roja en nom de M.V. Frunze.
Una estació del metro de Moscou s'anomena Frunzenskaia en honor seu, on hi ha una estàtua seva.
El gener de 1926, el cuirassat Poltava va ser batejat Frunze.